# Timuel Black
Timuel Dixon Black jr. (Birmingham, 7 december 1918 – Chicago, 13 oktober 2021) was een Amerikaans historicus, oorlogsveteraan, mensenrechtenactivist, schrijver en hoogleraar in de Afro-Amerikaanse geschiedenis van Chicago. Black was lid van het raadcollege van Defending Rights & Dissent (DRD).

## Biografie
Timuel Black werd op 7 december 1918 geboren in de stad Birmingham in Alabama. Zijn ouders waren deelpachters; zijn grootouders waren als slaven geboren maar werden bevrijd door de Emancipatieproclamatie. Black groeide op in het stadsdeel South Side in Chicago, waar hij in 1937 afstudeerde aan DuSable High School. Daaropvolgend volgde hij een bachelor aan Roosevelt University. Ten slotte completeerde Black een master aan de Universiteit van Chicago. 
Tijdens de Tweede Wereldoorlog werd Black opgeroepen door de United States Army. Wegens zijn uitzonderlijke verdiensten tijdens de oorlog ontving hij vier Battle Stars, een Oorlogskruis en de Nationale orde van het Legioen van Eer.
Black begon zijn carrière als maatschappelijk werker. In de jaren zestig was hij voorzitter van het Negro American Labour Council (Chicago Chapter). Tevens was hij een van de initiatoren van de deelname van Chicago aan de mars naar Washington van 1963.
Black was de aanklager in de rechtszaak Black v. McGuffage. De zaak ging over het stemsysteem in Illinois, waar zwarte en Spaanse wijken van Chicago werden gediscrimineerd doordat defecte ponskaartstembiljetten verhinderden dat burgers geldige stemmen konden uitbrengen bij de Amerikaanse presidentsverkiezingen van 2000. Na het rechtsgeding Black v. McGuffage werden deze ponskaartstembiljetten afgeschaft; er werd een uniform stemsysteem ingevoerd.
In oktober 2021 werd bekend dat Black in een hospice in zijn huis in Chicago verbleef. Hij stierf daar op 13 oktober 2021, op 102-jarige leeftijd.

## Eerbetoon
In 2017 introduceerde senator Dick Durbin een eerbetoon aan Black in het Congressional Record. Durbin deed dit ter gelegenheid van de jaarlijkse Pauls Award die Black dat jaar ontving van Citizen Action Illinois. De Pauls Award is vernoemd naar Paul Simon en Paul Wellstone, die Black onder andere omschreven als een visionair en persoonlijke held.
In 2019 verschenen de memoires Sacred Ground: The Chicago Streets of Timuel Black. Deze memoires van Black werden, onder redactie van filosoof Bart Schultzge, gepubliceerd door de Amerikaanse schrijfster en activiste Susan Klonsky. Het bevat interviews met Black over de Afro-Amerikaanse geschiedenis van South Side.

## Trivia
- In 2010 bracht Timuel Black een bezoek aan Nederland, omdat hij was uitgenodigd voor de Martin Luther King Tribute & Dinner: een jaarlijks herdenkingsevenement van Martin Luther King in Wassenaar. Tijdens zijn bezoek aan Nederland bezocht Black tevens het Vrijheidsmuseum in Groesbeek en de havoschool Notre Dame des Anges in Ubbergen.[1]